# طاله‌جار
طاله‌جار(به کردی: تاڵەجەڕ، Tallecerr) روستایی از توابع بخش سرشیو شهرستان سقز است که در استان کردستان ایران قرار دارد.

## جمعیت
این روستا در دهستان ذوالفقار واقع شده و براساس سرشماری سال ۱۳۸۵، جمعیت آن ۲۵۰ نفر (۴۸ خانوار) بوده‌است.